# Skravelsjö
Skravelsjö is een plaats in de gemeente Umeå in het landschap Västerbotten en de provincie Västerbottens län in Zweden. De plaats heeft 146 inwoners (2005) en een oppervlakte van 33 hectare. De plaats ligt ongeveer vijf kilometer ten westen van de stad Umeå.